# Hacktivist Vanguard
Hacktivist Vanguard (HV) ist eine indische Hackerorganisation. Sie wurde am 26. Januar 2023 von Santhosh Kumar gegründet.

## Aktivitäten
Ihre spezifischen Aktionen umfassen das Hacken und Ausschalten von Websites von Schulen und Hochschulen in Bangladesch sowie das Hacken der Website des Gerichtsüberwachungssystems von Bangladesch. Sie legte auch Regierungswebsites in Pakistan durch DDoS-Angriffe lahm und griffen Websites der indonesischen Marine und des Dorfbüros Krenceng an.
Die OpSawaal genannten Cyberangriffe zielen darauf ab, Bildungswebsites von großen Colleges und Regierungsschulen in Bangladesch anzugreifen sowie verschiedene Regierungswebsites in Bangladesch zu deaktivieren.
Die Organisation nutzte den Hashtag #OpBhikaristan, um pakistanische Websites zu hacken und als Antwort auf pakistanische Hacker, die indische Websites gehackt hatten. Diese Vergeltungsaktion war eine ihrer Hauptmissionen. Darüber hinaus behalten sie immer pakistanische Websites im Auge. Nebenbei deaktivierten sie auch Domains von gov.pk. Sie entfernten auch viele Regierungs- und Bankwebsites und die Website des Pakistan Post Service.
Am 4. Februar 2023 hackte ein ehemaliges Mitglied der Hacktivist Vanguard aus Kerala eine Facebook-Seite für Pädophilie. Die Mission wurde #Op18Racket genannt und der Hacker enthüllte die Personen hinter der Seite und zeigte Gespräche, die von der Seite in einem Video erhalten wurden.
Durchgeführt wurden auch Cyberangriffe auf indonesische Regierungsbildungswebsites und Hacking-Websites verschiedener Unternehmen sowie Deaktivierung von Regierungswebsites.